# Sapphire of Istanbul
La Sapphire of Istanbul ou Istanbul Sapphire est un gratte-ciel construit en 2011 se trouvant dans le quartier de Levent à Constantinople. Le bâtiment occupe une surface au sol de 11 339 m2 et comporte 35 000 m2 de surface commerciale, pour un total de 157 000 m2 exploitable. Ses fondations sont profondes de 45 m.
Avec un total de 261 m et 54 étages, le coût de construction s'élève à 340 millions de dollars.

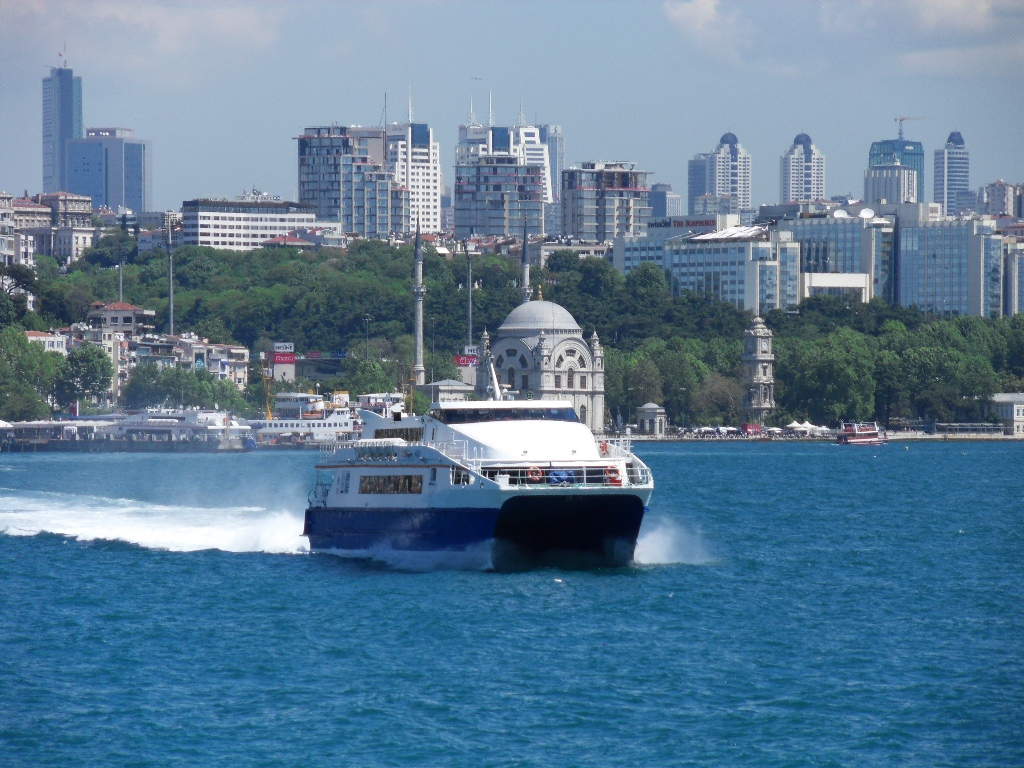
Vue de Levent sur le Bosphore. La tour Istanbul Sapphire est à l'extrémité gauche du cadre.
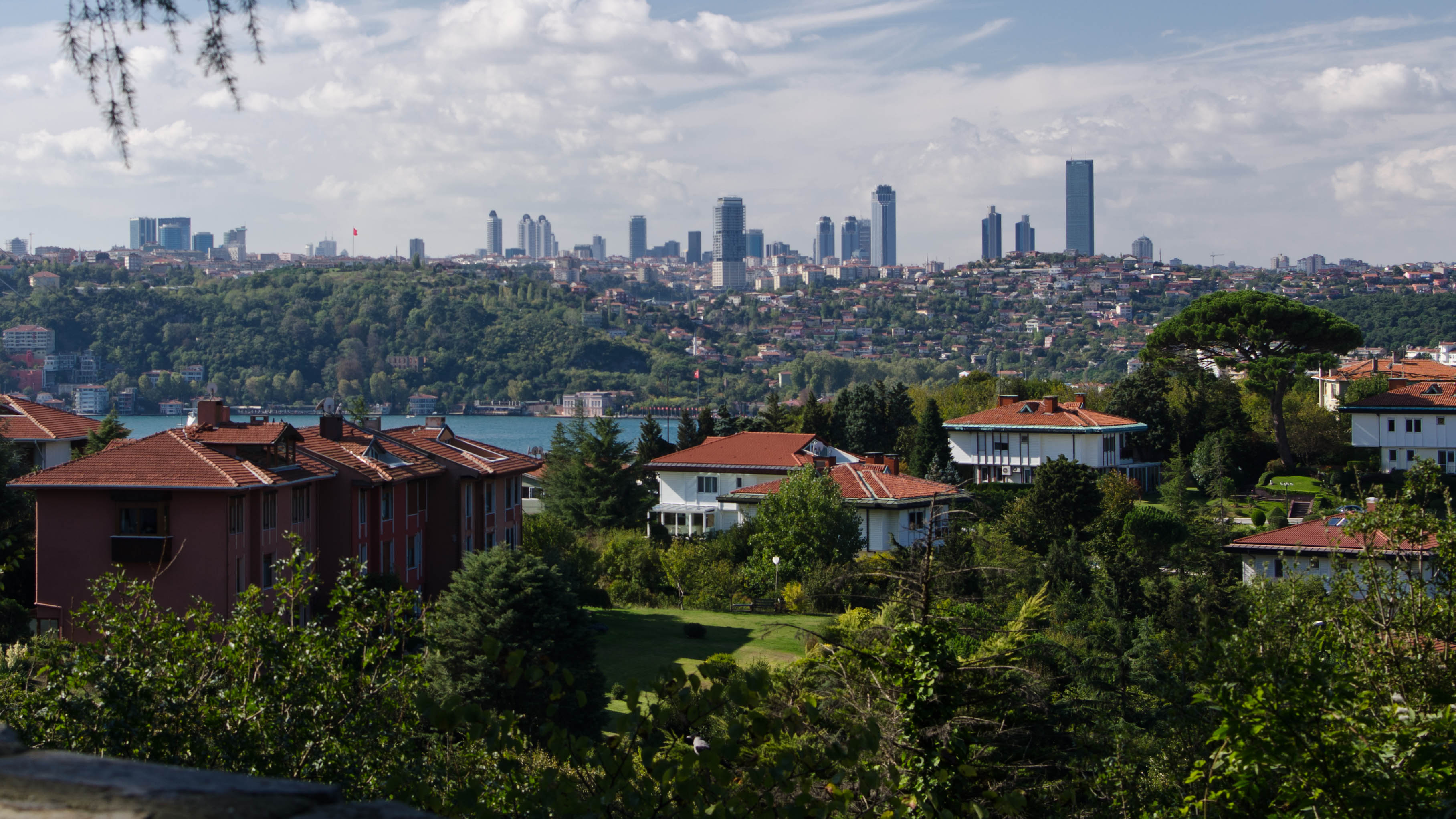
Vue éloignée de Levent à partir de la rive asiatique du Bosphore à Istanbul. La tour Istanbul Sapphire est le premier gratte-ciel à droite.